# Christopher elsker fly
Christopher elsker fly er en dansk børnefilm fra 2007, der er instrueret af Maria Bäck.

## Handling
Christopher er 11 år og besat af flyvemaskiner. Han bor fem minutter fra Kastrup lufthavn og cykler derhen hver dag for at spotte fly fra den lokale grillbar. Christopher kan ikke rigtigt dele sin interesse med nogen af sine venner. Men pludselig en dag vil hans kusine gerne med og se op mod himlen.